# Вануа, Альбер
Альбер Вануа (фр. Albert Vanhoye; 24 июля 1923, Азбрук, Франция — 29 июля 2021, Рим, Италия) — французский кардинал, не имеющий епископской ординации, иезуит и крупный богослов. Секретарь Папской Библейской Комиссии с 1990 по 2001 год. Кардинал-дьякон с титулярной диаконией Санта-Мария-делла-Мерчеде-э-Сант-Адриано-а-Вилла-Альбани с 24 марта 2006 года по 20 июня 2016 года. Кардинал-священник с титулом церкви pro hac vice Санта-Мария-делла-Мерчеде-э-Сант-Адриано-а-Вилла-Альбани с 20 июня 2016 года.

## Ранняя жизнь и образование
Родился Альбер Вануа 24 июля 1923 года, в Азбруке, Франция. Получил таинство конфирмации в Ваттене (Норд). Окончил школу в Азбруке. После германской оккупации севера Франции был отправлен на принудительные работы по изготовлению пороха. Бежал, перебрался на юг Франции в свободную от оккупации зону, в округ Мон-де-Марсан департамента Ланды, где 12 сентября 1941 года вступил в орден иезуитов. Учился в иезуитском юниорате, Изёр (Алье), в 1944—1946 годах, в иезуитской схоластической школе, Валь-пре-ле Пи (Верхняя Луара), в 1947—1950 годах (лиценциат в схоластической философии), в иезуитской схоластической школе, Энгиен, Бельгия, в 1951—1955 годах (лиценциат в богословии). Также обучался в Папском библейском институте, в Риме, в 1956—1958 годах, где получил степень лиценциата в Священном Писании. В 1963 году получил докторскую степень в Священном Писании, защитив диссертацию по Посланию к Евреям святого апостола Павла в Папском Библейском Институте в Риме.

## Преподавание и изыскания
Вануа был рукоположён в священники 25 июля 1954 года, в Энгиене, Анри Дюпоном, вспомогательным епископом Лилля. После урочной работы во французском иезуитском опытном доме Шантийи, он был вызван в Рим, где находился с 1963 года по 1998 год (когда его сделали emeritus) профессором Священного Писания в Папском библейском институте, в Риме, ректором которого он также был в течение шести лет (1984—1990).
Вануа направил 29 тезисов, большинство их изучает и анализирует аспекты посланий Нового Завета. По Посланию к Евреям, он подтвержден как, являющийся возможно, лучшим экспертом в мире. Он все ещё советник множества дикастерий Римской Курии. В течение долгого времени он был секретарём Папской Библейской Комиссии. 
За это время кардинал Ратцингер узнал его лично и оценил его компетентность в Библейских вопросах.

## Кардинал
Альбер Вануа был возведён в сан кардинала-дьякона Санта-Мария-делла-Мерчеде-э-Сант-Адриано-а-Вилла-Альбани папой римским Бенедиктом XVI на консистории от 24 марта 2006 года. Он достиг возраста 80 лет (и поэтому уже не мог голосовать на будущих Конклавах). Святой Отец освободил его от обязательства ординации во епископа по его возведению в кардинальский сан.
Духовник ежегодных духовных упражнений римского папы и Римской Курии, с 10 по 16 февраля 2008 года.
В ноябре 2010 года кардинал Вануа был назначен принцем Карло Бурбон-Сицилийским, герцогом Кастро, духовным советником Королевского Дома Сицилийских Бурбонов, ранее служивший Великим приором Священного военного Константиновского ордена Святого Георгия.
29 июля 2021 года кардинал Альбер Вануа скончался в Риме.

## Главные труды
- La structure littéraire de l’Epître aux Hébreux, Desclée de Brouwer, Tournai, 1963.
- Situation du Christ. Epître aux hébreux 1 et 2, Paris, 1969.
- Prêtres anciens, prêtre nouveau selon le Nouveau Testament, Paris, 1980.
- La lettre aux Hébreux: Jésus-Christ, médiateur d’une nouvelle alliance, Paris, 2002.